# Salikou Sanogo
Pour les articles homonymes, voir Sanogo.
Salikou Sanogo est un homme politique malien né en 1944 à Nangola (région de Sikasso au Mali).
Après des études primaires à Bamako, Salikou Sanogo effectue ses études secondaires au Lycée technique de Bamako où il obtient son baccalauréat dans la série Mathématiques et Technique en juin 1964. Il poursuit ses études en France. Il obtient en 1974 un Doctorat de 3e cycle en physique atomique et moléculaire à I'Université Lyon 1-Claude Bernard.
Salikou Sanogo exerce sa carrière d’enseignant en tant que professeur de physique à l'École normale supérieure de Bamako (1975-1993), professeur de mathématique à l'école des postes et télécommunications (1977-1982), professeur de physique à la Faculté de médecine, de pharmacie et d'odontostomatologie de l'Université de Bamako (1981), professeur de physique à la Faculté des Sciences et Techniques de l'Université de Bamako (2003). Il est le doyen de la Faculté des Sciences et Techniques de l'Université de Bamako depuis 2006. Salikou Sanogo préside l’Association malienne des enseignants des sciences physiques (AMESP) depuis 1988.
Salikou Sanogo a également exercé des postes de responsabilité dans le système éducatif malien, notamment chef du département d'enseignement et de recherche (der) de physique et chimie de l'école normale supérieure, directeur général de l'école normale supérieure, directeur national de l'enseignement supérieur, secrétaire général du ministère des enseignements secondaire, supérieur et de la recherche scientifique, directeur régional de l'éducation du district de Bamako, directeur de l'académie d'enseignement de Bamako, rive gauche.
Nommé par le président Amadou Toumani Touré, Salikou Sanogo a dirigé le Forum national sur l’éducation qui s’est tenu du 30 octobre 2009 au 2 novembre 2009
Salikou Sanogo est vice-président de l'Union pour la république et la démocratie (Urd),  
Le 9 avril 2009 le président Amadou Toumani Touré le nomme ministre de l'Éducation de base, de l'Alphabétisation et des Langues nationales dans le gouvernement remanié de Modibo Sidibé, poste qu'il conserve  dans le Gouvernement de Cissé Mariam Kaïdama Sidibé constitué le 6 avril 2011 .